# Kon-Boot
Kon-Boot (kon boot, konboot) ist eine Software, die es Benutzern ermöglicht, Microsoft-Windows- und Apple-MacOS-Passwörter zu umgehen, ohne dabei dauerhafte oder anhaltende Änderungen am System, auf dem sie ausgeführt wird, zu verursachen. Es ist auch das erste Tool, von dem berichtet wurde, dass es Windows 11 und Windows-10-Online-(Live-)Passwörter umgehen kann.

## Geschichte
Kon-Boot wurde ursprünglich als Proof-of-Concept, Freeware-Tool entwickelt, vor allem für Menschen, die dazu neigen, ihre Passwörter zu vergessen. Die Hauptidee war, den Benutzern zu ermöglichen, sich auf dem Zielcomputer anzumelden, ohne das richtige Passwort zu kennen und ohne dauerhafte Änderungen am System vorzunehmen, auf dem es ausgeführt wird.
Die erste Kon-Boot-Version wurde 2008 auf der DailyDave-Mailingliste angekündigt. Version 1.0 (Freeware) ermöglichte es Benutzern, sich in Linux-basierte Betriebssysteme einzuloggen und den Authentifizierungsprozess zu umgehen (Zugriff auf das System ohne Kenntnis des Passworts).
Im Jahr 2009 kündigte der Autor dieser Software Kon-Boot für Linux und 32-Bit-Microsoft-Windows-Systeme an. Diese Version bot zusätzliche Unterstützung für das Umgehen von Windows-Systempasswörtern auf jedem Windows-Betriebssystem ab Windows Server 2008 bis Windows 7. Diese Version ist weiterhin als Freeware verfügbar.
Die neuesten Kon-Boot-Versionen sind nur als kommerzielle Produkte erhältlich und werden weiterhin gepflegt. Das Umgehen von Linux-Passwörtern wird dabei in den aktuellen Versionen nicht mehr unterstützt. In der aktuellen Version von Kon-Boot werden die folgenden Betriebssysteme unterstützt:
| unterstützte Microsoft Windows-Betriebssysteme                                      |
| ----------------------------------------------------------------------------------- |
| Microsoft Windows XP                                                                |
| Microsoft Windows Vista Home Basic 32Bit/64Bit                                      |
| Microsoft Windows Vista Home Premium 32Bit/64Bit                                    |
| Microsoft Windows Vista Business 32Bit/64Bit                                        |
| Microsoft Windows Vista Enterprise 32Bit/64Bit                                      |
| Microsoft Windows Server 2003 Standard 32Bit/64Bit                                  |
| Microsoft Windows Server 2003 Datacenter 32Bit/64Bit                                |
| Microsoft Windows Server 2003 Enterprise 32Bit/64Bit                                |
| Microsoft Windows Server 2003 Web Edition 32Bit/64Bit                               |
| Microsoft Windows Server 2008 Standard 32Bit/64Bit                                  |
| Microsoft Windows Server 2008 Datacenter 32Bit/64Bit                                |
| Microsoft Windows Server 2008 Enterprise 32Bit/64Bit                                |
| Microsoft Windows 7 Home Premium 32Bit/64Bit                                        |
| Microsoft Windows 7 Professional 32Bit/64Bit                                        |
| Microsoft Windows 7 Ultimate 32Bit/64Bit                                            |
| Microsoft Windows 8 und 8.1 (32Bit/64Bit -- mit Live bzw. Online-Passwort-Umgehung) |
| Microsoft Windows 10 (32Bit/64Bit -- mit Live bzw. Online-Passwort-Umgehung)        |
| Microsoft Windows 11 (64Bit, UEFI)                                                  |

| Unterstützte Apple OSX / MacOS Betriebssysteme |
| ---------------------------------------------- |
| Apple OS X 10.6                                |
| Apple OS X 10.7                                |
| Apple OS X 10.8                                |
| Apple OS X 10.9                                |
| Apple OS X 10.10                               |
| Apple OS X 10.11                               |
| Apple macOS Sierra (10.12)                     |
| Apple macOS High Sierra (10.13)                |
| Apple macOS Mojave (10.14)                     |
| Apple macOS Catalina (10.15)                   |
| Apple macOS Big Sur (10.16)                    |
| Apple macOS Monterey 12                        |
| Apple macOS Ventura (13)                       |
| Apple macOS Sonoma (14)                        |
| Apple macOS Sequoia (15)                       |

## Technik
Kon-Boot funktioniert wie ein Boot-Kit (daher erzeugt es auch oft – je nach Einsatz auch falsch-positive – Warnungen in Antivirensoftware). Es injiziert (versteckt) sich selbst in den BIOS-Speicher. Kon-Boot ändert den Kernel im laufenden Betrieb und modifiziert dabei vorübergehend den Code, der für die Überprüfung der Berechtigungsdaten des Benutzers während des Ladevorgangs des Betriebssystems verantwortlich ist.
Im Gegensatz zu Passwort-Rücksetzungs-Tools wie CHNTPW ändert Kon-Boot keine Systemdateien und SAM-Hive, alle Änderungen sind temporär und verschwinden nach einem Systemneustart.

## Einschränkungen (Prävention)
Benutzer, die über Tools wie Kon-Boot besorgt sind, sollten Festplattenverschlüsselung (FileVault, Truecrypt, VeraCrypt, Bitlocker etc.) verwenden, da Kon-Boot nicht in der Lage ist, die Festplattenverschlüsselung zu umgehen. BIOS-Passwort und aktivierte SecureBoot-Funktion sind ebenfalls eine gute Präventionsmaßnahme. Kon-Boot ab Version 3.5 war jedoch abhängig von der UEFI-Firmware-Version in der Lage, die SecureBoot-Funktion zu umgehen. Ab Version 4.3 ist diese Funktion jedoch als „veraltet“ gekennzeichnet.